# جزیره هنگام
جزیرهٔ هِنگام یکی از جزیرههای ایران در خلیج فارس است که با آبادی‌های کوچک با وسعت حدود ۵۰ کیلومتر مربع در جنوب جزیرهٔ قشم در استان هرمزگان واقع شده و دارای معادن نمک و خاک و سرب است.
شهرت هنگام بیشتر به خاطر جاذبه‌های طبیعی و شگفت‌انگیز آن است. یکی از این جاذبه‌ها حضور دلفین‌ها در آب‌های نزدیک به ساحل این جزیره است. همچنین داشتن خاک سرخ خوراکی و وجود گونه‌های گیاهی و جانوری خاص در این منطقه و سنگ‌های خاص تراش‌خورده که به دست طبیعت به اشکالی جالب توجه درآمده‌اند از جملهٔ دیگر شگفتی‌های این جزیره به‌شمار می‌روند. هنگام حدود ۲ کیلومتر با ساحل قشم فاصله دارد.

## نام
هنگام در پارسی باستان هنگاما به معنی وقت، زمان و گاه است. این واژه از دو پاره «هن» و «گام» تشکیل‌شده است. درگذشته نام این جزیره بیشتر به صورت هنجام یا هنیام متداول بوده است.

## پیشینه
این جزیره به واسطه موقعیت جغرافیایی مهمی که با قرار گرفتن در میانه خلیج فارس و نزدیکی تنگه هرمز و جزیره قشم دارد، از اهمیت راهبردی و نظامی شایانی برخوردار بوده و همواره در طول تاریخ مورد تصاحب عده زیادی از افراد قرار گرفته است. به همین دلیل تاریخ جزیره بیشتر مربوط به تصرف‌های دولت‌های متعدد می‌باشد.
به همین ترتیب پرتغالی‌ها در عصر صفویه و انگلیس‌ها در دوران قاجاریه، جزیره را اشغال کردند. البته دولت انگلیس همواره بر مالکیت دولت ایران نسبت به هنگام اذعان داشت ولی در عمل با حضور نظامی در هنگام، مانع از اعمال حاکمیت دولت ایران بر این بخش از کشورش می‌گردید. افزون بر حضور نظامی انگلیس در هنگام، شیوخ عرب قبیله بنی فلاسی و سنی مذهب نیز در هنگام حضور داشت و بر این جزیره حکمفرمایی می‌کرد. سلطان مسقط نیز بر هنگام ادعا داشت و ضمن بازدید از این جزیره تلاش داشت بر هنگام تسلط یابد. در این میان، دولت انگلیس با وجود اینکه حضور نظامی‌اش در هنگام با مجوز دولت ایران بود و بر حاکمیت دولت ایران بر هنگام اقرار داشت، اما از نافرمانی‌های شیخ هنگام نسبت به دولت ایران و مداخلات سلطان مسقط در هنگام به‌طور ضمنی پشتیبانی می‌نمود. دولت انگلیس به شیوه‌های گوناگون تلاش کرد تا در مقابل اعمال حاکمیت دولت ایران بر هنگام ایستادگی ورزد.
چنین وضعیتی تا سال ۱۳۰۷ خورشیدی پابرجای می‌ماند تا اینکه مدتی پس از آغاز سلطنت رضاشاه و در اردیبهشت ماه ۱۳۰۷، دولت ایران درصدد اعمال حاکمیت بر جزیره هنگام برمی‌آید. در بیستم اردیبهشت ماه ۱۳۰۷، سه کشتی نظامی ایران به نام‌های: گیلان، آذربایجان و پهلوی به فرماندهی ریاست ساخلوی بندرعباس به عزم تصرف هنگام و آزادسازی این جزیره از اشغال نظامیان انگلیسی حرکت می‌نمایند. در نوزدهم آبان ماه ۱۳۱۱، سفارت انگلیس در تهران طی یادداشتی به وزارت امور خارجه ایران از دولت ایران درخواست می‌کند از تقاضای تخلیه جزیره هنگام از نظامیان و کشتی‌های انگلیسی صرف نظر نماید. البته این درخواست، تأثیرگذار نمی‌گردد و نظامیان انگلیسی وادار به خروج از جزیره هنگام می‌گردند و حاکمیت دولت ایران بر این جزیره به‌طور کامل اعمال می‌گردد.

## جغرافیا

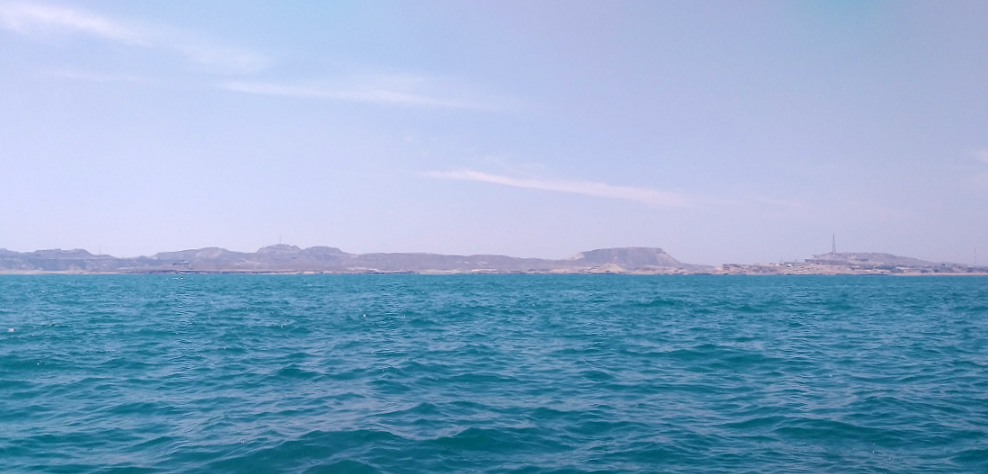
دورنمای جزیره

این جزیره در دو کیلومتری جنوب شرقی جزیره قشم بوده و نُه کیلومتر طول و شش کیلومتر عرض دارد. هنگام ۶/۳۳ کیلومتر مربع مساحت دارد و به شکل مخروط ناقصی است که در کرانه‌های جنوبی جزیره قشم واقع شده است. فاصله آن تا بندرعباس حدود ۴۳ مایل دریایی و تا شهر قشم حدود ۲۹ مایل دریایی می‌باشد. این جزیره ارتفاعات پست آهکی دارد و بلندترین نقطه آن کوه ناکس با ۱۰۶ متر ارتفاع است. طولانی‌ترین قطر آن از «روستای هنگام کهنه» تا «روستای هنگام جدید» ۹ کیلومتر است.
جزیره هنگام از نظر تقسیمات سیاسی استان هرمزگان جزو بخش شهاب شهرستان قشم و به‌عنوان یکی از دهستان‌های این شهرستان به مرکزیت روستای هنگام جدید به‌شمار می‌رود. سه سکونتگاه در جزیره وجود دارد: هنگام جدید (ماشی)، هنگام قدیم و قیل (غیل). هنگام جدید در قسمت شمالی جزیره واقع شده است و در خود بازارچه ساحلی و رستوران دارد. تأسیسات جزیره از جمله اسکله، پاسگاه انتظامی، کارخانهٔ آب شیرین، دفتر پست و مدرسه نیز در هنگام جدید واقع شده اسند.
برعکس روستای هنگام جدید دو روستای دیگر یعنی قیل و هنگام قدیم جمعیت زیادی ندارند و در قسمت جنوبی هنگام واقع شده‌اند. قیل در میان هنگام جدید و قدیم و در یک محل گود واقع شده است که باعث می‌شود در این روستا آب فراوانی جمع شود که به همین علت قیل خوانده می‌شود. هنگام قدیم که جنوبی‌ترین روستای جزیره است، جمعیت و رونق خود را از دست داده و امروزه جمعیت کمی در آن ساکنند که به ماهیگیری مشغولند.

## مردم‌شناسی

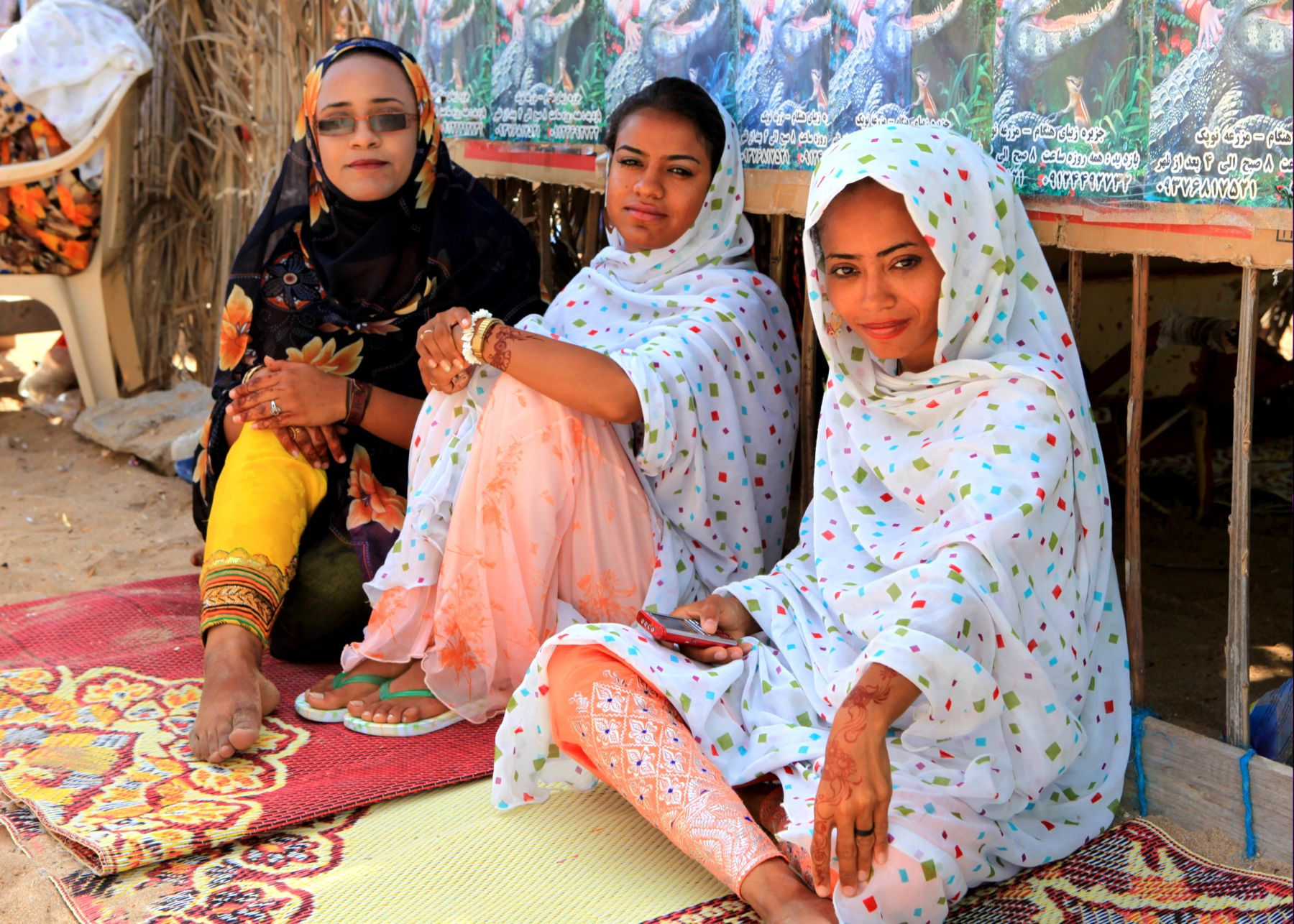
بومیان جزیره هنگام

بر پایه سرشماری عمومی نفوس و مسکن در سال ۱۳۹۵، جمعیت جزیره هنگام برابر با ۵۲۱ نفر (۱۴۶ خانوار) بوده است که از این تعداد ۴۹۶ نفر (۱۳۸ خانوار) در هنگام جدید، ۱۹ نفر (۶ خانوار) در هنگام قدیم و ۶ نفر (۲ خانوار) در قیل زندگی می‌کردند. بیشتر مردم هنگام به گویش بندری قشمی سخن می‌گویند.
گروهی از عربها نیز تا حدود ۵۰ سال پیش در روستا غیل و هنگام قدیم ساکن بودند که غالباً به کشور امارات مهاجرت کردند. همچنین حاکم قدیم هنگام شیخ احمد بن عبید آل شراره الفلاسی، دایی شیخ سعید بن مکتوم آل مکتوم الفلاسی حاکم سابق دبی بوده است. به دلیل اختلافات زیاد و شرایط سخت، بومیان هنگام غالباً از این جزیره مهاجرت کردند که شغل ماهیگیری، دامپروری و صید مروارید داشتند.
فعالیت اقتصادی در جزیره هنگام، که بیشتر اهالی از دیرباز به آن مشغول بوده‌اند، ماهیگیری بوده است و هم‌اکنون فروش صدف، تولید صنایع دستی و پذیرایی از گردشگران در رستوران‌های محلی و اقامتگاه‌های بوم‌گردی نیز از جمله فعالیت‌های مردم جزیره است. پرورش ماهی و میگو در قفس نیز از جمله فعالیت‌های آبزی‌پروری جزیره هنگام است.

## ترابری
همه روزه قایق‌هایی در اسکله شیب‌دراز و کندالوی قشم، میان این جزیره و هنگام در حرکتند. شیب‌دراز کمترین فاصله را با جزیره هنگام دارد و محل رفت‌وآمد گردشگران به جزیره هنگام است. ترابری در جزیره هنگام چندان پیشرفته نیست و بیشتر ساکنان محلی هستند که با ماشین‌های شخصی به جابه جایی مسافرها می‌پردازند.

## جاذبه‌ها
حیات وحش جزیره هنگام به خصوص دلفین‌ها، جبیرها، لاک‌پشت پوزه عقابی و خاردم مصری از جاذبه‌های این جزیره اند. ساحل نقره‌ای جزیره که به دلیل وجود برخی از مواد معدنی براق به این رنگ درآمده، نیز از دیگر جاذبه‌های جزیره است. در برخی از مواقع سال، در هنگام شب، ساحل جزیره به دلیل حضور فیتوپلانکتون‌ها به رنگ آبی فسفری در می‌آید.
کشتی به گل نشسته پرتغالی‌ها نیز جاذبه‌ای مربوط به دوران صفویه است. بازار سنتی هنگام جدید نیز محل فروش صنایع دستی، روغن‌های محلی، ادویه‌جات و ترشی‌جات بومیان هنگام است. در نزدیکی روستای قیل سنگ مادر و دختر وجود دارد که بنا به افسانه‌های محلی مادر و دختری در زمان فرار از دست ستمگران و برای گیر نیفتادن، از خدا طلب کمک می‌کنند که خدا نیز آنان را سنگ می‌کند تا از ستم در امان بمانند.

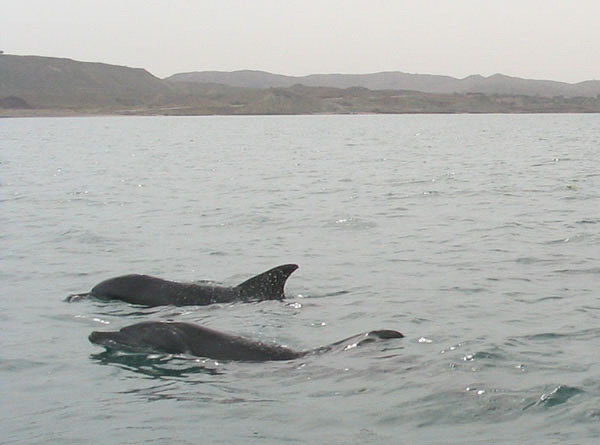
دلفین‌ها و دورنمایی از جزیره
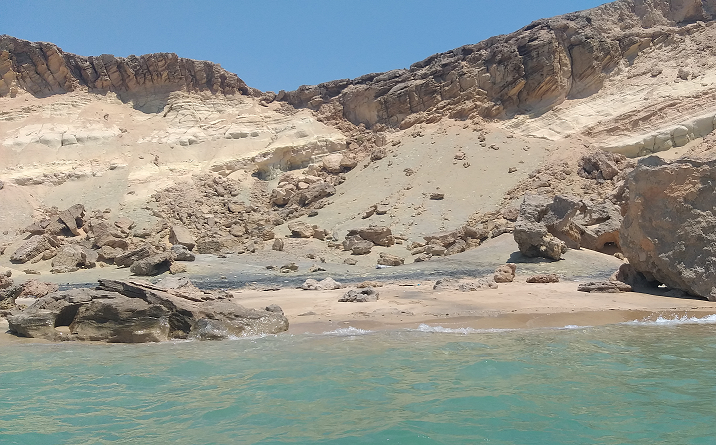
ساحل نقره‌ای
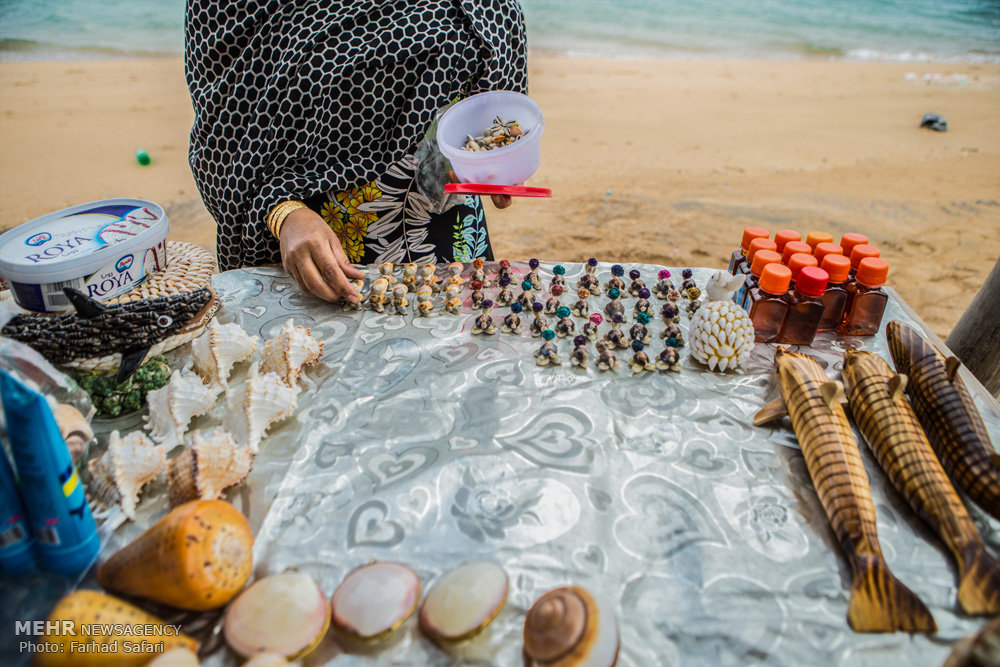
صنایع دستی بازار هنگام
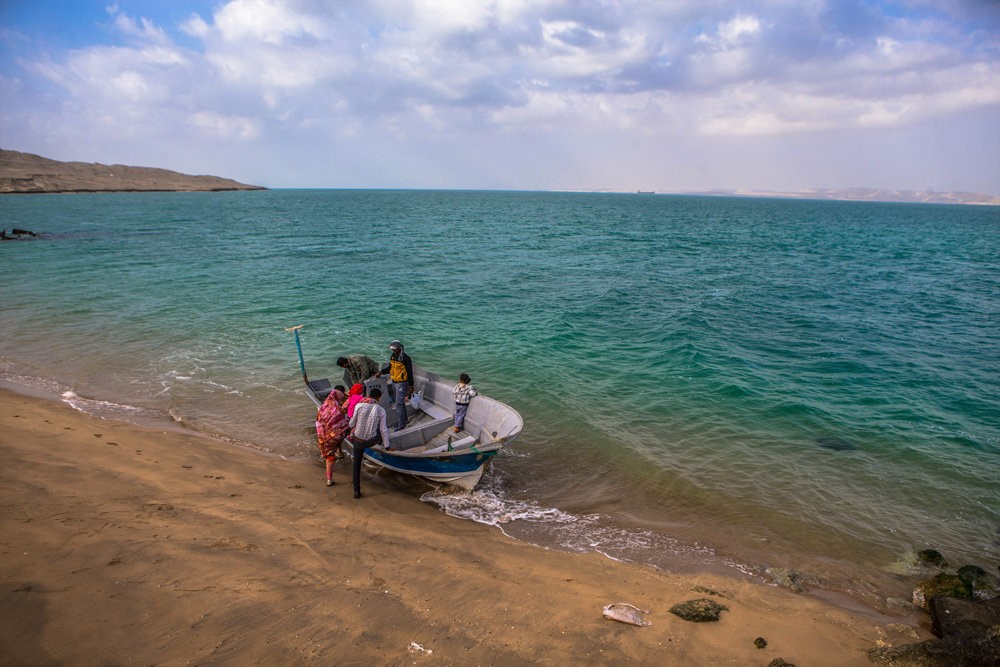
ساحل هنگام
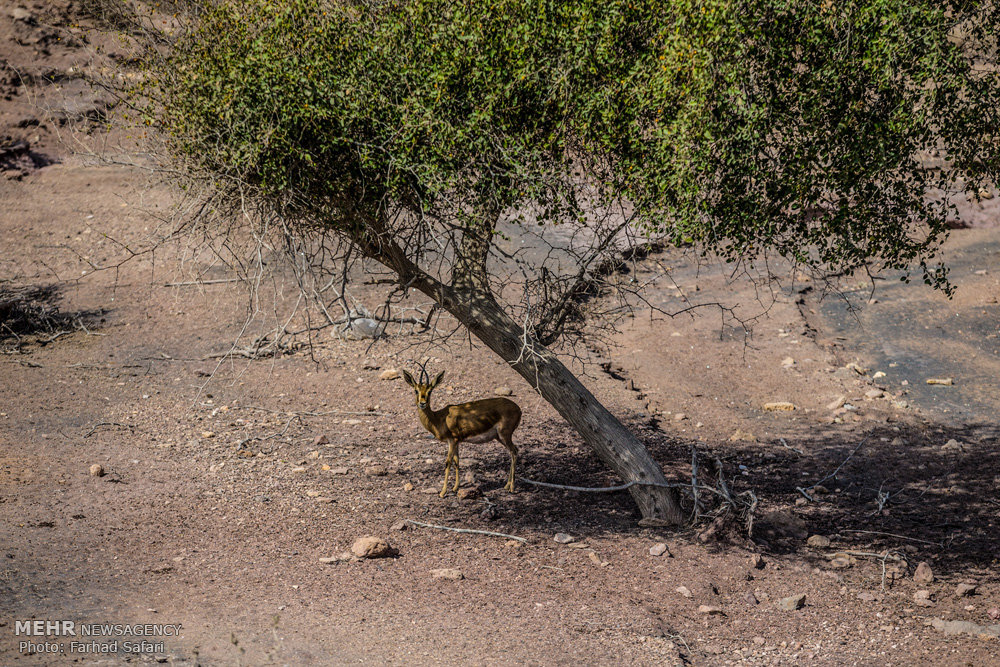
جبیر در هنگام
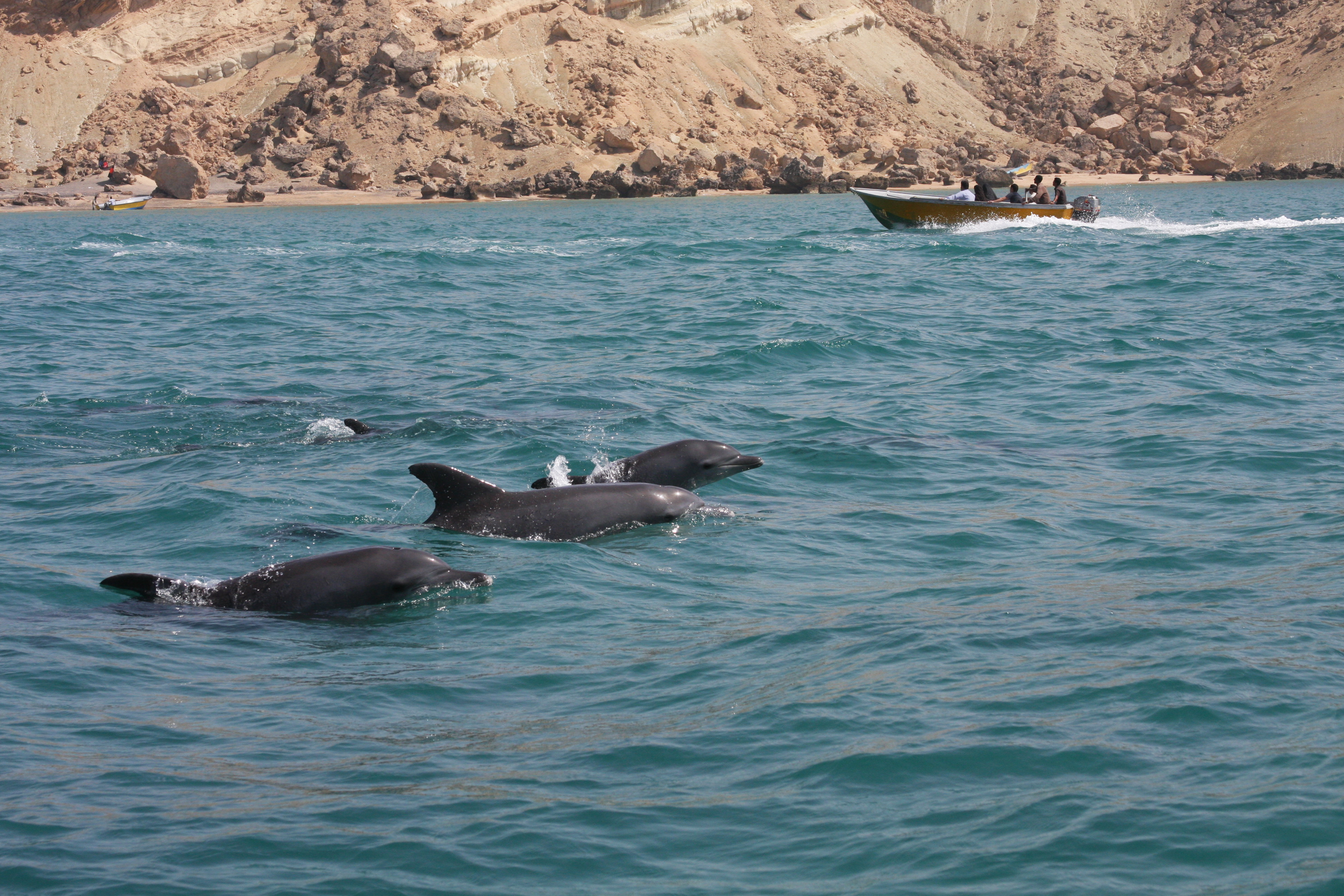
دلفین‌ها